# 美少女戦士セーラームーン 一夜限りの特別番組 ラジオ特番 DJ MOON
『美少女戦士セーラームーン 一夜限りの特別番組 ラジオ特番 DJ MOON』（-いちやかぎりのとくべつばんぐみ ラジオとくばん DJムーン）は、テレビドラマ『美少女戦士セーラームーン』のDJラジオドラマ。「美少女戦士セーラームーン Moonlight Real Girl Memorial CD-BOX」のDisc.2。2004年9月22日にコロムビアミュージックエンタテインメントより発売された。全9曲に収録。

## 概要
- テレビドラマ『美少女戦士セーラームーン』の放映当時、CBCラジオ(2003年12月21日)、TBSラジオ、MBSラジオ(2004年1月4日)で放送されたラジオ特別番組「DJムーン」が収録されている。[1]
- ラジオ間、一部劇中歌とスペシャルライブ映像も収録。

## ラジオ出演
- 月野うさぎ - 沢井美優
- 水野亜美 - 浜千咲
- 火野レイ - 北川景子
- 木野まこと - 安座間美優
- 愛野美奈子 - 小松彩夏
- ルナ - 潘恵子

## 曲目リスト
1. DJ1 [3:56]
2. キラリ☆セーラードリーム!（歌：小枝） [1:17]
3. DJ2 [2:50]
4. DJ3 [6:13]
5. オーバーレインボー♥ツアー（歌：沢井美優） [1:59]
6. 肩越しに金星（歌：小松彩夏） [2:01]
7. DJ4 [4:50]
8. C'est la vie 〜私のなかの恋する部分（歌：小松彩夏） [1:18]
9. DJ5 [2:42]
10. エンハンスド：5月のスペシャルライブで収録された映像を特別収録!! [12:49][2]